# Selsley
Selsley est un village de la paroisse civile de King's Stanley et du district de Stroud, dans le Gloucestershire, en Angleterre.
Il est composé d'environ 175 maisons, dispersées autour des limites ouest et est d'un éperon des Cotswolds, situé à environ 3,2 km au sud de Stroud.

## Histoire
Selsley Common est un lieu ancien, mais le nom de Selsley n'a été utilisé pour le village qu'après la création de la paroisse en 1863, le village étant divisé en Selsley West et Selsley. Auparavant, Selsley West était une série de hameaux connus sous le nom de Stanley End, Picked (ou Peaked) Elm et The Knapp, avec The Knapp à l'est de l'actuel Middleyard, Stanley End plus proche du village moderne de Selsley et Picked Elm comportant les maisons près de Peaked Elm Farm.
Le parc Stanley à Selsley était la destination de l'aérostier James Sadler, lors du tout premier vol au départ de Stroud le 19 octobre 1785.
Selsley a de nouveau fait la une des journaux lorsque le Common a été le site d'un rassemblement chartiste, auquel ont participé cinq mille personnes, le mardi 21 mai 1839.

## Personnalité
- Percival Marling (1861-1936), officier, y est né.